# تاكويا سونودا
تاكويا سونودا (باليابانية: 園田 拓也) (23 نوفمبر 1984 في ميازاكي في اليابان – )؛ هو لاعب كرة قدم ياباني سابق كان يلعب كمدافع.

## وصلات خارجية
- تاكويا سونودا على موقع رابطة كرة القدم اليابانية للمحترفين (اليابانية)
- تاكويا سونودا على موقع قاعدة بيانات كرة القدم.إي يو (الإنجليزية)
- تاكويا سونودا على موقع Soccerway.com (الإنجليزية)
- تاكويا سونودا على موقع عالم كرة القدم.نت (الإنجليزية)
- تاكويا سونودا على موقع كووورة